# جينارو غالو
جينارو غالو (بالإيطالية: Gennaro Gallo)‏ هو مجدف إيطالي، ولد في 8 يناير 1984 في كافا دي تيريني في إيطاليا.

## وصلات خارجية
- جينارو غالو على موقع الاتحاد الدولي للتجديف (الإنجليزية)